# Turniej o Koronę Bolesława Chrobrego – Pierwszego Króla Polski 2014
Turniej o Koronę Bolesława Chrobrego – Pierwszego Króla Polski 2014 – VII turniej żużlowy „O Koronę Bolesława Chrobrego - Pierwszego Króla Polski”, w którym zwyciężył Polak Patryk Dudek.

## Wyniki
- Gniezno, 30 kwietnia 2014
- Sędzia: Krzysztof Meyze
- NCD: Jonas Davidsson – 63,80 (w 5. biegu)
- Widzów: ok. 6500

| Msc. | Zawodnik           | Państwo               | Pkt     |             |  |
| ---- | ------------------ | --------------------- | ------- | ----------- |  |
| 1    | Patryk Dudek       | Falubaz Zielona Góra  | 13 +3   | (2,3,2,3,3) |  |
| 2    | Piotr Protasiewicz | Falubaz Zielona Góra  | 10 +2+2 | (1,3,1,2,3) |  |
| 3    | Bartosz Zmarzlik   | Stal Gorzów           | 12 +3+1 | (3,2,3,1,3) |  |
| 4    | Krzysztof Kasprzak | Stal Gorzów           | 14 +0   | (3,2,3,3,3) |  |
| 5    | Bjarne Pedersen    | Start Gniezno         | 10 +1   | (1,1,3,3,2) |  |
| 6    | Jonas Davidsson    | Start Gniezno         | 11 +0   | (3,3,3,0,2) |  |
| 7    | Piotr Pawlicki     | Unia Leszno           | 9       | (2,3,1,3,w) |  |
| 8    | Damian Adamczak    | Start Gniezno         | 8       | (3,2,0,2,1) |  |
| 9    | Grzegorz Walasek   | Włókniarz Częstochowa | 7       | (2,1,2,1,1) |  |
| 10   | Rafał Okoniewski   | GKM Grudziądz         | 6       | (0,w,2,2,2) |  |
| 11   | Adrian Gomólski    | Start Gniezno         | 5       | (2,2,0,1,0) |  |
| 12   | Sebastian Ułamek   | GKM Grudziądz         | 5       | (0,1,1,1,2) |  |
| 13   | Adrian Miedziński  | Unibax Toruń          | 4       | (1,0,2,0,1) |  |
| 14   | Adrian Gała        | Start Gniezno         | 3       | (0,1,0,2,0) |  |
| 15   | Davey Watt         | KMŻ Lublin            | 3       | (1,0,1,0,1) |  |
| 16   | Rune Holta         | Włókniarz Częstochowa | 0       | (0,0,0,0,0) |  |
| 17   | rez. Maciej Fajfer | Start Gniezno         | 0       | (0)         |  |

Bieg po biegu:
1. (64,50) Davidsson, Dudek, Protasiewicz, Ułamek
2. (64,71) Zmarzlik, Pawlicki, Pedersen, Holta
3. (64,91) Adamczak, Walasek, Miedziński, Okoniewski
4. (64,43) Kasprzak, Gomólski, Watt, Gała
5. (63,80) Davidsson, Kasprzak, Pedersen, Fajfer (Okoniewski - w)
6. (64,50) Protasiewicz, Adamczak, Gała, Holta
7. (65,48) Pawlicki, Gomólski, Ułamek, Miedziński
8. (64,70) Dudek, Zmarzlik, Walasek, Watt
9. (64,30) Davidsson, Miedziński, Watt, Holta
10. (64,56) Pedersen, Walasek, Protasiewicz, Gomólski
11. (64,78) Zmarzlik, Okoniewski, Ułamek, Gała
12. (63,80) Kasprzak, Dudek, Pawlicki, Adamczak
13. (64,63) Pawlicki, Gała, Walasek, Davidsson
14. (64,22) Kasprzak, Protasiewicz, Zmarzlik, Miedziński
15. (65,82) Pedersen, Adamczak, Ułamek, Watt
16. (64,28) Dudek, Okoniewski, Gomólski, Holta
17. (64,28) Zmarzlik, Davidsson, Adamczak, Gomólski
18. (65,68) Protasiewicz, Okoniewski, Watt, Pawlicki (w/u)
19. (65,40) Kasprzak, Ułamek, Walasek, Holta
20. (65,12) Dudek, Pedersen, Miedziński, Gała
21. (65,34) Półfinał: Zmarzlik, Protasiewicz, Pedersen, Davidsson
22. (64,22) Finał: Dudek, Protasiewicz, Zmarzlik, Kasprzak